# Невілл Саутолл
Невілл Саутолл (англ. Neville Southall, нар. 16 вересня 1958, Лландидно) — валійський футболіст, що грав на позиції воротаря. По завершенні ігрової кар'єри — тренер.
Виступав, зокрема, за клуб «Евертон», а також національну збірну Уельсу.
Дворазовий чемпіон Англії. Чотириразовий володар Суперкубка Англії з футболу. Володар Кубка Кубків УЄФА. Футболіст року за версією АФЖ 1985 року.

## Клубна кар'єра
Народився 16 вересня 1958 року в місті Лландидно.
У дорослому футболі дебютував 1980 року виступами за команду клубу «Бері», в якій провів один сезон, взявши участь у 39 матчах чемпіонату. 
Протягом 1983 року захищав кольори команди клубу «Порт Вейл».
Своєю грою за останню команду привернув увагу представників тренерського штабу клубу «Евертон», до складу якого приєднався 1983 року. Відіграв за клуб з Ліверпуля наступні чотирнадцять сезонів своєї ігрової кар'єри. Більшість часу, проведеного у складі «Евертона», був основним гравцем команди. За цей час двічі виборював титул чемпіона Англії, ставав володарем Суперкубка Англії з футболу (чотири рази), володарем Кубка Кубків УЄФА.
Згодом з 1997 по 2002 рік грав у складі команд клубів «Саутенд Юнайтед», «Сток Сіті», «Торкі Юнайтед», «Гаддерсфілд Таун», «Бредфорд Сіті», «Йорк Сіті», «Ріл», «Шрусбері Таун», «Дувр Атлетік» та «Шрусбері Таун».
Завершив професійну ігрову кар'єру у клубі «Дагенем енд Редбрідж», за команду якого виступав у 2002 році.

## Виступи за збірну
У 1982 році дебютував в офіційних матчах у складі національної збірної Уельсу. Протягом кар'єри у національній команді, яка тривала 16 років, провів у формі головної команди країни 92 матчі.

## Кар'єра тренера
Розпочав тренерську кар'єру, ще продовжуючи грати на полі, 2001 року, очоливши тренерський штаб клубу «Дувр Атлетік».
Надалі очолював команду клубу «Гастінгс Юнайтед».
Наразі останнім місцем тренерської роботи був клуб «Маргейт», головним тренером команди якого Невілл Саутолл працював у 2009 році.

## Титули і досягнення

### Командні
- Чемпіон Англії (2):

«Евертон»: 1984-85, 1986-87
- Володар Кубка Англії (2):

«Евертон»: 1983-84, 1994-95
- Володар Суперкубка Англії (4):

«Евертон»: 1984, 1985, 1986, 1995
- Володар Кубка Кубків УЄФА (1):

«Евертон»: 1984-1985

### Особисті
- Футболіст року за версією АФЖ: 1985